# 西の沢 (つくば市)
西の沢（にしのさわ）は茨城県つくば市の地名。2017年8月1日現在の人口は0人である。郵便番号は農業・食品産業技術総合研究機構のみ305-0902、その他は300-1247。

## 地理
つくば市の南部に位置し、筑波研究学園都市研究学園地区に属する。全域が農業・食品産業技術総合研究機構の施設となっている。東は稲荷川、西・北は若栗、南は稲荷原と接している。『角川日本地名大辞典』には「研究教育施設の用地として宅地造成が進んでいる。」と記載されているが、2017年8月1日現在も人口は0人である。

## 歴史

### 沿革
- 1977年（昭和52年） - 土地区画整理事業により成立。稲敷郡茎崎村西の沢となる。[5]
- 1983年（昭和58年）1月1日 - 茎崎村の町制施行により稲敷郡茎崎町西の沢となる。
- 2002年（平成14年）11月1日 - 茎崎町がつくば市に編入され、つくば市西の沢となる。

### 町名の変遷
| 実施後 | 実施年月日                | 実施前（各大字名ともその一部）                                                             |
| ------ | ------------------------- | ------------------------------------------------------------------------------------------ |
| 西の沢 | 1977年（昭和52年）7月22日 | 大字若栗字弁天・字前原・字白田・字む称古へ・字む称こへ・字向田、大字高崎字若栗境・字稲荷原 |